# Gara Ákos
Gara Ákos eredeti neve Gottlieb, álneve: Gara Bonciás (Nagyvárad, 1877. február 4. – 1944) erdélyi magyar író, újságíró, műfordító, szerkesztő.

## Életútja
Gottlieb Adolf és Weisz Léni fia. Jogi tanulmányait Nagyváradon és Kolozsvárt végezte, szülővárosában lépett újságírói pályára. 1919-ben Zsolt Bélával együtt szerkesztette a Nagyváradi Munkás Újságot, majd Kolozsvárt telepedett le, itt a kolozsvári Új Ember, Új Hírek és a Keleti Újság munkatársa, élclapokat szerkesztett, dalszövegeket írt, a Garabonciás felelős szerkesztője volt 1929-ben. 1934-ben a Jóestét napilap cikkírója, a nagyváradi Mesevilág című gyermeklap szerkesztőjeként működött. Versei, szimfonikus költeményei jelentek meg a nagyváradi Tavasz folyóiratban, Ady-reminiszcenciái a Magyar Szóban. Operettjei (Három a tánc; Vadgalamb) a nagyváradi és kolozsvári színpadon szerepeltek. Nyilasok ölték meg 1944-ben.

## Kötetei
- Gyöngyök gyöngye, ifjúság (versek, Budapest, 1919);
- A jó Gorilla (szatirikus vígjáték, Nagyvárad, 1919);
- A boldogtalan faun (szimfonikus költemény. Nagyvárad, 1919);
- Kabaré (Vidám Könyvek 2. Kolozsvár, 1920);
- A csodálatos csokoládésziget (gyermekmesék, Kolozsvár, 1921);
- Napkelettől napnyugatig (eredeti költemények és műfordítások, köztük Motoori Nasinaga japán költő versei, Kolozsvár, 1933).